# Railship I
Die Railship I war ein Eisenbahnfährschiff, das von der Railship-Gruppe auf der Strecke Travemünde – Hanko (Finnland) eingesetzt wurde.

## Geschichte
1970 erfolgten erste Untersuchungen für die Einrichtung einer rentablen Eisenbahnfährroute von Deutschland nach Finnland. Als Ergebnis entstand ein innovatives Schiffskonzept mit einer Dreideckfähre statt der bisher üblichen Eindeckfähren. 1973 wurde die Railship GmbH gegründet und die Hamburger Reederei H. M. Gehrckens entwarf zusammen mit Heinsohn von der Bremerhavener Rickmers-Werft das Konzept für dieses Schiff.
Am 6. September 1974 lief die Fähre vom Stapel und im Februar 1975 wurde der Dienst eröffnet. Die Railship I war damals das größte Eisenbahnfährschiff der Welt und fuhr auf der weltweit längsten (540 sm) Eisenbahnfährroute. Der komplette Lade- und Löschvorgang dauerte sechs Stunden. 
Im ersten Betriebsjahr beginnend im Februar 1975 wurden 76 000 t transportiert, 1976 waren es bereits 206 000 t und 1978 rund 276 000 t.
Damit wurde die Kapazitätsgrenze erreicht. Im Juli 1979 wurde die Railship I durch den Einbau einer  Mittelschiffssektion um 27,2 m verlängert und damit die Kapazität auf 150 Wagen erhöht. Bei 96 Rundreisen im Jahr 1983 wurden rund 390 000 Tonnen  Güter befördert.
Im Juli 2001 wurde die Railship I an die Blue Admiral Group Ltd. verkauft und anschließend in Alang abgewrackt.

## Schiffsbeschreibung

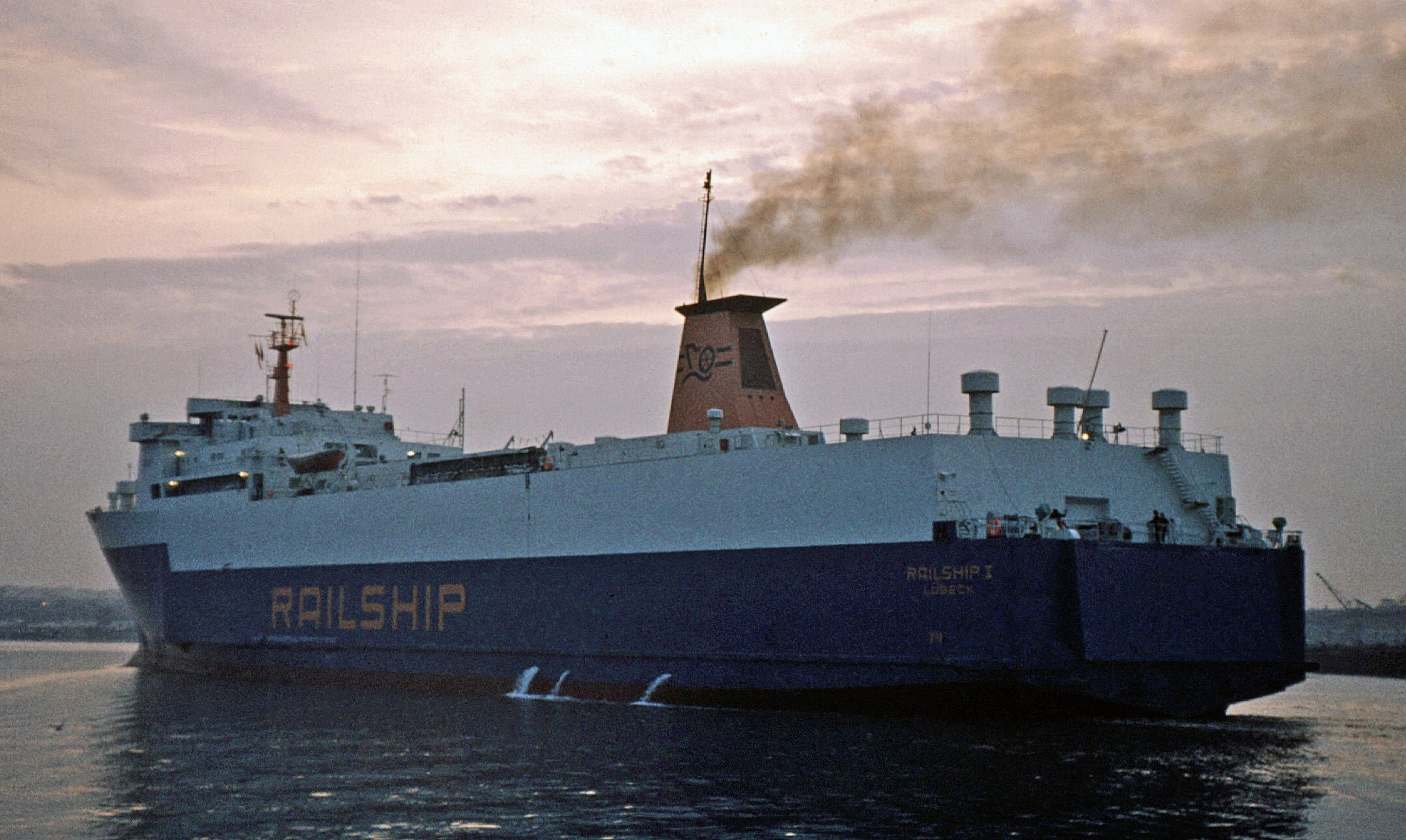
Railship I 1975 in Travemünde

Die  Railship I entstand als Spezialschiff mit 1.300 m Gleislänge auf drei Decks mit einem Doppelaufzug, der eine Tragkraft von 84 t aufwies. Auf jedem Deck waren fünf Gleise in Normalspur verlegt, auf denen 120 Güterwagen transportiert werden konnten. Die Beladung erfolgte über nur eine fünfgleisige Heckrampe. Auf dem unteren und dem oberen Deck konnten die Wagen mit Hilfe von Drehwinkelweichen im Vorschiffsbereich und sechs bordeigenen Zweiwege-Rangierfahrzeugen verteilt werden. Da die Gleise versenkt verlegt waren, konnten auch Kraftfahrzeuge, in der Regel Sattelauflieger, transportiert werden. 
Zum Antrieb wurden vier MAK-Schiffsdieselmotoren vom Typ 8 M 551 mit einer Leistung von je 3.670 kW und einer Gesamtleistung von 14.680 kW installiert, die auf zwei Verstellpropeller wirkten. Für die Stromversorgung waren drei MaK-Dieselgeneratoren 8 M 281 mit je 810 kW und ein Hafendiesel mit 130 kW eingebaut. Im Rahmen der Umrüstung der Hauptmaschinen auf Schwerölbetrieb wurden die drei Hilfsdiesel gegen MaK-Dieselmotoren vom Typ 6 M332 mit je 880 kW, die ebenfalls mit Schweröl betrieben wurden, ausgetauscht. Das Schiff hatte die Eisklasse GL +100 A4 E4 + MC E4 AUT.